# Progressiva Slovakien
Progressiva Slovakien är ett socialliberalt politiskt parti i Slovakien, registrerat 28 november 2017. Partiet tillhör Alliansen liberaler och demokrater för Europa. Partiledare är Ivan Štefunko. Partiets vice ordförande Zuzana Čaputová vann presidentvalet 2019 och blev i juni 2019 Slovakiens första kvinnliga president.